# 國際手語
國際手語 (IS) (亦被稱為 Gestuno) 是一個常用於國際會議上的国际辅助语（尤其於聽障奧運及國際聽障聯盟會議上。）這種語言可被視為一種非自然形成的人工手語。

## 歷史
國際手語的使用始於何時並不確定，但在大部分相互連接的歐洲國家中，聾人之間的交流早在很早以前就已經存在。正式提及國際手語的情況可以追溯到1924年舉辦的世界聾人運動會（World Games for the Deaf，簡稱WGD，即聾人奧運會的前身），以及1951年成立的世界聾人聯盟（World Federation of the Deaf，簡稱WFD）。國際手語的存在是為了讓來自世界各國的聾人能夠相互理解和溝通。
在1951年舉辦的首屆世界聾人大會（World Congress of the Deaf）上，討論了國際手語的必要性。隨後，各國代表團以各自母語進行交流，並開始形成國際手語作為一種混合語言，並在1973年，世界聾人聯盟的手語統一委員會（Commission of Unification of Signs）公布了一套標準化的詞彙系統。統一委員會選擇了來自各種手語中最易理解且不會產生誤解的手語，以使學習手語更加容易。然而，國際手語明顯受到美國手語和歐洲其他手語的影響，對於非洲和亞洲的手語使用者來說，學習國際手語可能較為困難。
在委員會於1970年代初發行的《Gestuno: International Sign Language of the Deaf》一書中，附有1500個詞彙表。該名稱「Gestuno」取自義大利語，意為「手語的統一」，但後來被取代為國際手語（International Signs）。
世界聾人聯盟每四年舉辦一次世界聾人大會，並在會議前幾天舉行理事會。由於國際手語被視為會議的官方語言，因此理事會的會議沒有提供傳譯服務，各國代表需要事先學習國際手語。會議文件事先發送給加盟國，但作為書記公用語言的是英語。過去曾使用法語和英語，但由於翻譯成本較高，因此改為僅使用英語。然而，在世界聾人大會上，會議語言則是由舉辦國的手語、語言、國際手語和英語共同決定。值得一提的是，1991年在亞洲首次在東京舉辦世界聾人大會時，會議使用的語言包括國際手語、英語、日語和日本手語。然而，並不是每個參與者都能流利掌握國際手語，大多數情況下，使用美國手語進行溝通較為常見。
最早出版的國際手語書籍是由英國聾人協會所發行。在日本，全日本聾人聯盟過去也曾出版過相關書籍。隨著聾人之間的國際交流日益活躍，國際手語也在不斷演變。因此，國際手語的書籍在某些方面可能已經不再實用。
近年來，歐洲出現了另一種手語統一運動。這是在歐洲統一運動中聾人社群交流活躍的情況下開始的，並開始在整個歐洲形成一種混合手語或克里奧爾手語。雖然受到國際手語詞彙和概念的影響，但歐洲的統一手語是一種更自然產生的語言，仍處於初期階段。
從語言學角度來看，它不太可能被視為一種自然語言，但在國際場合下，聾人之間使用國際手語進行溝通非常有效，而且毫無疑問，國際手語將繼續在不斷累積的過程中不斷進化。
在國際級的會議等場合，通常會提供國際手語傳譯。世界聾人大會上提供國際手語傳譯是為了幫助那些無法理解英語，又難以自國家攜帶英語口譯員的聾人。在日本，也有提供國際手語的培訓計劃，但大多數傳譯人員都具有國際經驗。

## 字彙
國際手語的詞彙是由手語使用者協商而成的。據報導，國際手語使用者使用一組來自他們本國手語的手勢，混合著可以被廣泛理解的高度象徵性手勢。許多手勢，但不是大多數，都是在過去30年中從美國手語中借用的。1973年，一個委員會創建並制定了一套標準的國際手語。他們試圖從不同的手語中選擇最容易理解的手勢，使這種語言不僅對聾人容易學習，對臨時管理者和日常觀察者也更易理解。1994年，國際手語口譯員比爾·穆迪（Bill Moody）在一篇論文中指出，在會議中使用的詞彙大部分是來自西方地區的，因此對來自非洲或亞洲手語背景的人來說，這些手勢可能不太容易理解。1999年，本西·沃爾（Bencie Woll）的一項研究表明，國際手語使用者通常會使用大量來自他們本國語言的詞彙，選擇那些更容易讓外國人理解的手勢變體。相反，瑞秋·羅森斯托克（Rachel Rosenstock）指出，她在對國際手語的研究中發現，使用的詞彙主要由多種手語中常見的辨識度很高的手語組成：

超過60%的手勢以相同的形式在八種以上的手語和國際手語中出現。這表明，大多數國際手語的手勢並非借用自特定的手語，正如其他研究所發現的那樣，這些手勢與許多自然手語是共通的。只有2%的國際手語手勢被發現是獨有的。其餘的38%是借用別的手勢，這可以追溯到一種手語或一組相關的手語。

國際手語有簡化的詞彙。以國際手語為例，英語中的who、what和how都被翻譯成what。另一個例子是手勢本身的位置。在國際手語中，胸前的動作用於表示情感，而在頭部附近的手勢則表示認知。已經嘗試過為國際手語製作詞典。然而，這些詞典缺乏相關數據收集的詳細信息，也沒有確切描述手勢的含義或使用方式。這對於在國際手語中進行培訓和教學造成了困難，因為缺乏實證證據。

## 文法
有關國際手語語法的了解非常有限。它傾向使用較少的嘴部表達，並且通常有較大的手勢空間。強調表示副詞時要用嘴部的動作。

使用國際手語進行交流的人通常會大量使用：
1. 角色扮演
2. 在手語者面前、頭部、軀幹以及非主導手上使用手勢，做出指向和位置的手勢。
3. 不同重複的運動
4. 使用手形和手部運動的延伸來表示大小和形狀
5. 大多數手語共通的特點：一套廣泛而正式的類別化系統用於動詞或謂語（類別化是指一種用來描述事物、處理物體的手形，同時代表了一些被國際手語者在手語中廣泛存在的語義類別，有助於他們克服語言障礙。）

已經發現手語使用者通常在跨語言交流方面表現比非手語使用者更好，甚至在使用口語通用語言時也是如此。

1994年的一篇論文提出，國際手語的使用者「組織了相對豐富且結構化的語法，但詞彙非常貧乏」。蘇帕拉和韋布（Supalla and Webb）(1995) 將國際手語描述為一種混合語言，但他們的結論是，它「比典型的混合語言更為複雜，實際上更像是一種完整的手語」。

## 字母
國際手語的手語字母表屬於法語手語字母表家族，具體而言，它屬於現代美國手語字母表的一個次分組。然而，一些字母的手指位置與美國字母表略有不同。
在國際手語中，大於五的數字，與美國手語不同，要用去雙手進行。

## 參照自然手語
多數代表各國家與城市名的國際手語通常會參照該地區通用的手語，有些是使用本地手語、有些則是以該地區名稱聲調對照國際手語表示。

## 使用範例
- Download link (9.4 MB) — Animated WMV movie from WFD congress 2005
- WFD homepage（页面存档备份，存于） — contains a short QuickTime video in ISL with English subtitles.

## 相關連結
- Video dictionary of basic ISL vocabulary （页面存档备份，存于）
- International Sign Language（页面存档备份，存于）
- Indigenous signs for countries
- Indigenous signs for cities